# Trachelipus azerbaidzhanus
Trachelipus azerbaidzhanus là một loài chân đều trong họ Trachelipodidae. Loài này được Schmalfuss miêu tả khoa học năm 1986.